# Wybory parlamentarne w Szwecji w 1970 roku
Wybory parlamentarne w Szwecji odbyły się 20 września 1970.
Frekwencja wyborcza wyniosła 88,3%. Oddano 4 984 207 głosów ważnych oraz  6 871 głosów pustych lub nieważnych.
Wybory 1970 roku były pierwszymi wyborami do unikameralnego (jednoizbowego) parlamentu. W wyniku wyborów socjaldemokratyczny rząd Olofa Palmego stracił większość bezwzględną, utworzył rząd mniejszościowy, dlatego musiał liczyć się ze zdaniem komunistów.

## Wyniki wyborów
| Lista                                          | Liczba głosów | % głosów | Liczba mandatów |
| ---------------------------------------------- | ------------- | -------- | --------------- |
| Szwedzka Socjaldemokratyczna Partia Robotnicza | 2 256 581     | 45,34    | 163             |
| Partia Centrum                                 | 990 921       | 19,91    | 71              |
| Ludowa Partia Liberałów                        | 806 893       | 16,21    | 58              |
| Umiarkowana Partia Koalicyjna                  | 573 811       | 11,53    | 41              |
| Partia Lewicy - Komuniści                      | 236 653       | 4,75     | 17              |
| Chrześcijańscy Demokraci                       | 89 770        | 1,8      | 0               |
| Szwedzka Partia Komunistyczna                  | 21 232        | 0,43     | 0               |
| inni                                           | 1 475         | 0,03     | 0               |
| Razem                                          | 4 977 336     | 100      | 350             |

W wyborach tych liczba kobiet sprawujących mandat wyniosła 51 (14,6%).